# Lavínový štít
 (signalé en août 2025).
Si vous disposez d'ouvrages ou d'articles de référence ou si vous connaissez des sites web de qualité traitant du thème abordé ici, merci de compléter l'article en donnant les références utiles à sa vérifiabilité et en les liant à la section « Notes et références ».
- Archive Wikiwix
- Bing
- Cairn
- DuckDuckGo
- E. Universalis
- Gallica
- Google
- G. Books
- G. News
- G. Scholar
- Persée
- Qwant
- (zh) Baidu
- (ru) Yandex
- (wd) trouver des œuvres sur Wikidata

Lavínový štít (polonais : Lawinowy Szczyt, allemand : Lawinenspitze, hongrois : Lavinacsúcs)
est l'un des pics de la principale crête des Hautes Tatras qui appartient aux montagnes des Carpates occidentales. Il culmine à 2 606 mètres d'altitude.

## Histoire
La première ascension fut réalisée par J. Chmielowski, K. Bachleda et S. Stopka en 1904.